# Østermarie
Østermarie ist eine kleine Ortschaft mit 482 Einwohnern (Stand 1. Januar 2023) auf der dänischen Ostseeinsel Bornholm. Østermarie liegt circa vier Kilometer südöstlich von Østerlars und etwa neun Kilometer westlich von Svaneke.
Die im 12. Jahrhundert erbaute Marienkirche, Østermarie Kirke hat dem Ort seinen Namen gegeben. 1891 wurde sie zu einem Teil abgerissen und durch einen Neubau ersetzt.  
Die 1861 erbaute Kuremøllen gehört zu den historischen Windmühlen auf Bornholm.
Die Ortschaft liegt im gleichnamigen Kirchspiel (Østermarie Sogn), das bis 1970 zur Harde Øster Herred im damaligen Bornholms Amt gehörte. Mit der Auflösung der Hardenstruktur wurde das Kirchspiel in die Kommune Allinge-Gudhjem aufgenommen, die Kommune wiederum ging nach einer Volksentscheidung zum 1. Januar 2003 mit anderen Kommunen in der Regionskommune Bornholm auf. Zwischen 2003 und 2007 war diese kreisfrei, seit dem 1. Januar 2007 gehört sie zur Region Hovedstaden.
Østermarie war von 1916 bis 1952 eine Eisenbahnstation auf der Strecke der Gesellschaft Alminding-Gudhjem Jernbaneselskab A/S (AGJ), die die Hafenstädte Rønne und Gudhjem verband.

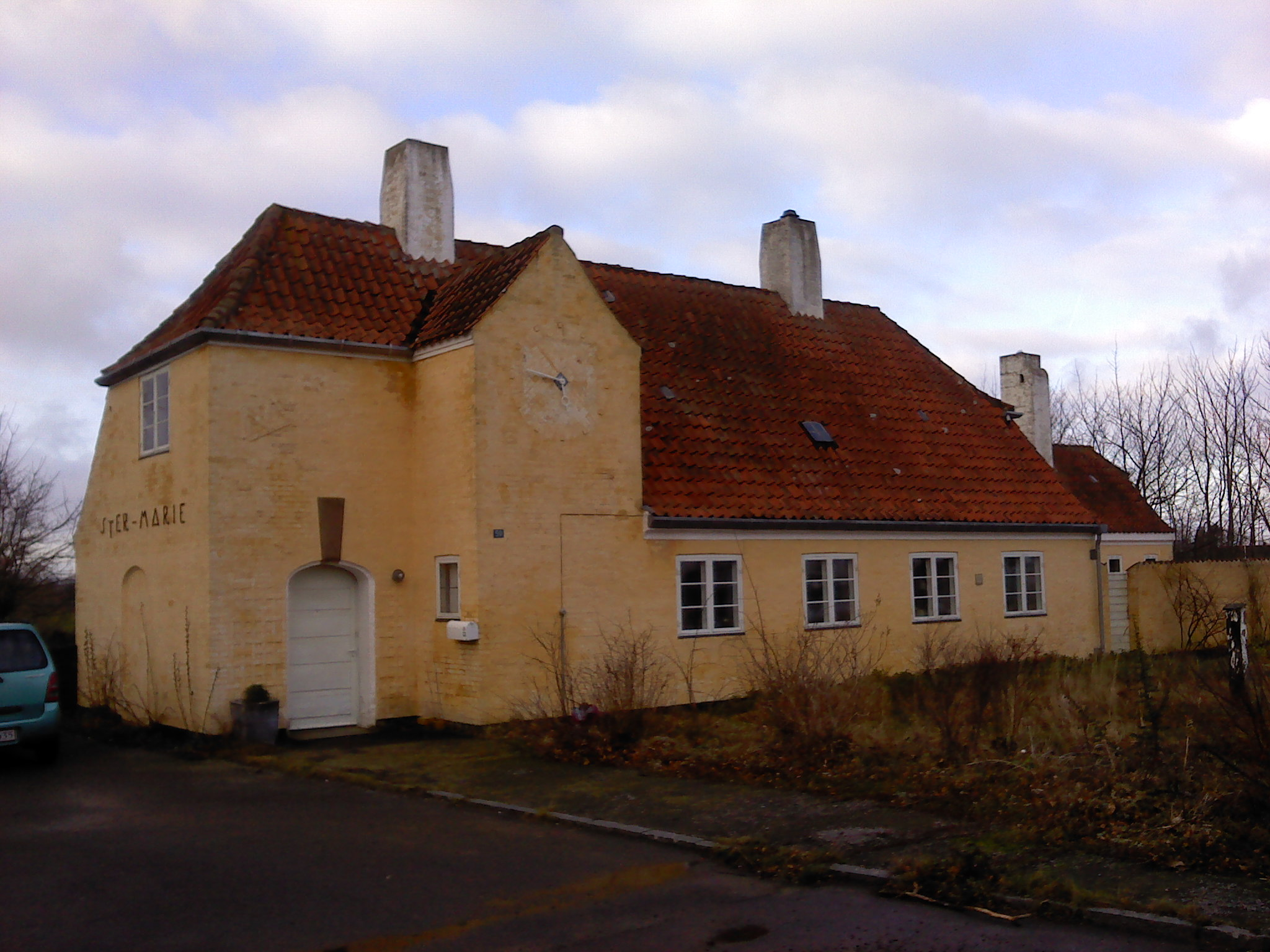
Østermarie Bahnhof